# Vi sitter i Ventrilo och spelar DotA
Vi sitter i Ventrilo och spelar DotA lub DotA – drugi singel szwedzkiego muzyka Basshuntera, wydany 13 września 2006 roku, singel z albumu Basshuntera – LOL <(^^,)>.
Singel był notowany na drugim miejscu fińskiej listy. Na szwedzkiej liście singel osiągnął szóste miejsce. W Danii singel osiągnął status złota.

## Produkcja
Podczas rozgrywki scenariusza z modyfikacji Defense of the Ancients gry Warcraft III: The Frozen Throne Basshunter rozmawiał z przyjaciółmi poprzez program Ventrilo oraz słuchał utworów z listy odtwarzania. W momencie rozgrywki został odtworzony utwór „Daddy DJ”, Basshunter zaczął wymyślać muzykę i słowa. Artysta uzyskał zgodę na wykonanie swojego utworu od duetu Daddy DJ, właścicieli utworu „Daddy DJ”. Muzyk podczas wywiadu stwierdził, że nie ukrywa, że „Vi sitter i Ventrilo och spelar DotA” jest wersją „Daddy DJ”. Tekst utworu zawiera wyrazy z terminologii gier komputerowych takie jakie jak: „pusha”, „sleepa” i „creepa”.
„Vi sitter i Ventrilo och spelar DotA” jest trwającym trzy minuty i 22 sekundy utworem w stylu dance.

## Wydanie
Utwór został wydany 13 września 2006 roku na singlu zawierającym też wersję Club Edit, a 28 sierpnia „Vi sitter i Ventrilo och spelar DotA” został wydany na debiutanckim albumie studyjnym Basshuntera – LOL <(^^,)>. W 2008 roku utwór został wydany na drugim studyjnym albumie Basshuntera – Now You’re Gone – The Album pod tytułem „DotA” jako utwór dodatkowy. W 2012 lub 2013 roku został opublikowany remiks DJ–a Walkzza.

## Lista utworów
- CD singel (13 września 2006)[3]

1. „Vi sitter i Ventrilo och spelar DotA” (Single Version) – 3:22
2. „Vi sitter i Ventrilo och spelar DotA” (Club Mix) – 5:43

## Teledysk
Teledysk został wyreżyserowany przez Carl-Johana Westregårda i Kima Parrota pod koniec sierpnia 2006 roku. Teledysk został nagrany w Malmö.

## Pozycje na listach przebojów
| Kraj/Region | Lista (2006/2007/2008) | Najwyższa pozycja |
| ----------- | ---------------------- | ----------------- |
| Finlandia   | Top 20 Singles         | 2                 |
| Szwecja     | Top 60 Singles         | 6                 |
| Dania       | Single Top–20          | 7                 |
| Norwegia    | Top 20 Singles         | 7                 |
| Holandia    | Single Top 100         | 9                 |
| Austria     | Singles Top 75         | 18                |
| Niemcy      | Top 100 Singles        | 33                |
| Irlandia    | Top 50 Singles         | 49                |

## Certyfikaty
| Państwo | Certyfikat | Sprzedaż |
| ------- | ---------- | -------- |
| Dania   | Złoto      | 4000     |

## Występy na żywo
W 2007 roku Basshunter wykonywał utwór na żywo podczas koncertów „Hity Na Czasie”, wystąpił między innymi podczas noworocznej edycji. W 2008 roku wykonał utwór na żywo podczas festiwalu muzycznego „Donauinselfest”.

## „DotA”

### Realizacja i teledysk
W 2007 roku została wydana nowa wersja pod skróconym tytułem „DotA”. Utwór został zmasterowany przez Björna Engelmana w studiu Cutting Room. Teledysk do tej wersji został wyreżyserowany przez Luna Square.

### Lista utworów
- CD singel (5 października 2007)[27]

1. „DotA” (New Single Version) – 2:58
2. „DotA” (Asshunter Remix) – 5:49

- CD maxi-singel (5 października 2007)[25]

1. „DotA” (New Single Version) – 2:58
2. „DotA” (Radio Edit) – 3:22
3. „DotA” (PJ Harmony Saturday Remix) – 5:08
4. „DotA” (Asshunter Remix) – 5:49
5. „DotA” (Extended Version) – 7:45
6. „Boten Anna” (German Version) – 3:26

### Notowania na listach przebojów
| Kraj   | Lista (2007)    | Najwyższa pozycja |
| ------ | --------------- | ----------------- |
| Niemcy | Top 100 Singles | 30                |